# جان مارك بيلورجي
جون مارك بيلورجي (13 أبريل 1958 بباريس في فرنسا - ) (بالفرنسية: Jean-Marc Pilorget)‏ هو مدرب كرة قدم ولاعب كرة قدم فرنسي في مركز الدفاع. شارك مع منتخب فرنسا تحت 21 سنة لكرة القدم ومنتخب فرنسا الأولمبي لكرة القدم. أما مع النوادي، فقد لعب مع باريس سان جيرمان ونادي غانغون ونادي كان.

## روابط خارجية
- جان مارك بيلورجي على موقع قاعدة بيانات كرة القدم.إي يو (الإنجليزية)
- جان مارك بيلورجي على موقع ليكيب (الفرنسية)
- جان مارك بيلورجي على موقع عالم كرة القدم.نت (الإنجليزية)